# Żelazny Wilk
Żelazny Wilk (lit. Geležinis Vilkas), pełna nazwa Związek Żelazny Wilk – skrajnie prawicowa litewska paramilitarna organizacja faszystowska działająca w latach 30..
Związek został założony w 1927 r. przez Augustinasa Voldemarasa, byłego przywódcę chrześcijańskich demokratów i premiera Litwy od 1926 r.. Jego nazwa wzięła się z legendy o śnie Giedymina, spopularyzowanej przez Adama Mickiewicza w '"Panu Tadeuszu". Funkcję honorowego przewodniczącego związku pełnił prezydent Antanas Smetona. W krótkim czasie drogi obu polityków rozeszły się głównie z powodu zaangażowania się Voldemarasa w działalność radykalnej organizacji. Żelazny Wilk był używany przez Voldemarasa do walk z jego politycznymi wrogami. Rekrutował się w dużej części spośród młodych oficerów litewskiej armii, którzy byli zafascynowani hasłami faszyzmu. Uważali oni, że Smetona prowadzi zbyt umiarkowaną politykę. Działalność ruchu została zakazana w 1930 r., po czym kontynuowano ją nielegalnie w podziemiu. Nawiązano wówczas bliższe kontakty z Niemcami. W kwietniu 1934 r. członkowie Żelaznego Wilka dokonali nieudanej próby zamachu stanu, stłumionej przez oddziały wierne prezydentowi Smetonie; Voldemaras został uwięziony. W 1938 r. wyszedł na wolność i wyemigrował.

## Poglądy
Żelazny Wilk głosił poglądy antysemickie, antypolskie i antyrosyjskie. Dążył do stworzenia „Wielkiej Litwy” i aneksji Wilna.